# Inconscient
L'inconscient, segons la filosofia psicoanalítica, és una de les parts del jo o de la ment que constitueixen el conjunt del psiquisme humà. Inclouria tots els pensaments ocults, els desitjos reprimits i els condicionants que guien l'acció del subjecte sense que aquest els pugui controlar. El terme va ser inventat per Sigmund Freud i ha passat al lèxic comú com a sinònim de «no racional».
Per a la psicoanàlisi, l'inconscient es manifesta en: els lapsus del subjecte, els somnis, els símptomes neuròtics i els acudits. S'hi pot accedir usant la hipnosi o per associació lliure amb teràpies específiques. Es pot intentar alliberar amb drogues o tècniques de relaxació, el popular "deixar la ment en blanc". Per a altres, és una mera hipòstasi. De fet, hi ha un salt conceptual (de l'adjectiu al substantiu) no explicat entre el fet que hi ha coses que l'ésser humà fa sense adonar-se'n o inconscientment i la conclusió és que hi hauria en la ment un actor, l'inconscient, que seria el motor d'aquestes accions.
El surrealisme reivindica l'inconscient com a font d'inspiració per a l'art, en oposició a les convencions burgeses; és per això que promou l'anomenada escriptura automàtica, posant sobre el paper qualsevol imatge o frase que vingui al cap, sense passar-los pel filtre de la raó.
Carl Gustav Jung pensava que, a part de l'inconscient personal, n'existeix un de col·lectiu que recull tota l'herència de mites, superstició i arquetips per interpretar els esdeveniments quotidians.